# Giovanni Bellini
Giovanni Bellini (italijanska izgovorjava: [dʒoˈvanni belˈliːni]; ok. 1430 – 26. november 1516) je bil italijanski renesančni slikar, verjetno najbolj znan iz družine beneških slikarjev Bellini. Njegov oče je bil Jacopo Bellini, njegov brat je bil Gentile Bellini (ki je bil v svojem življenju bolj cenjen kot Giovanni, čeprav je danes obratno), njegov svak pa je bil Andrea Mantegna. Veljalo je, da je revolucioniral beneško slikarstvo in ga premaknil k bolj čutnemu in kolorističnemu slogu. Z uporabo prozornih, počasi sušečih oljnih barv je Giovanni ustvaril globoke, bogate odtenke in podrobne sence. Njegove razkošne barve in tekoče, atmosferske pokrajine so močno vplivale na beneško slikarsko šolo, zlasti na njegova učenca Giorgioneja in Tiziana.

## Življenje

### Zgodnja kariera
Giovanni Bellini se je rodil v Benetkah. Slikar Jacopo Bellini je že dolgo veljal za Giovannijevega očeta, umetnostni zgodovinar Daniel Wallace Maze pa je predstavil teorijo, da je bil Jacopo v resnici njegov starejši brat. Giovanni je bil vzgojen v Jacopovi hiši in je vedno živel in delal v najtesnejšem bratskem odnosu s svojim bratom Gentilejem. Do skoraj tridesetega leta v njegovem delu najdemo globino verskega občutka in človeškega patosa. Njegove slike iz zgodnjega obdobja so vse izvedene po stari metodi tempere: prizor omili nov in lep učinek romantične barve sončnega vzhoda (kot na primer na sliki Sv. Hieronim v puščavi).
Na drugačen in bolj oseben način je naslikal sliko Mrtvi Kristus (v tem obdobju ena najpogostejših tem mojstra, na primer Mrtvi Kristus, ki ga podpirata Marija in sv. Janez, ali Pietà). z manj ostrimi obrisi, širšo obravnavo oblik in draperij ter manjšo silo verskega občutka. Giovannijeva zgodnja dela so bila kompozicijsko in slogovno pogosto povezana s tistimi njegovega svaka Andrea Mantegne.
Leta 1470 je bil Giovanni prvič imenovan za delo skupaj z bratom in drugimi umetniki v Scuola di San Marco, kjer je bil med drugim povabljen, da naslika Potop z Noetovo barko. Nobeno od mojstrskih del te vrste ne glede na to, ali so bile naslikane za različne šole ali bratovščine ali za vojvodsko palačo, se ni ohranilo.

### Zrelost
Desetletju po letu 1470 je verjetno treba pripisati Kristusovo spremenjenje, ki je zdaj v neapeljskem muzeju Capodimonte, s ponavljajočimi se močmi in v precej bolj umirjenem duhu ponavljati predmet njegovih zgodnjih prizadevanj v Benetkah.
Verjetno je iz tega obdobja tudi veliko oltarno delo Marijino kronanje v Pesaru, za katerega se zdi, da je bil njegov prvi poskus v obliki umetnosti, ki jo je v Benetkah že skoraj monopolizirala rivalska šola Vivarini.
Tako kot v primeru številnih njegovih bratov, Gentilejeva javna dela tega obdobja, je veliko Giovannijevih velikih javnih del zdaj izgubljenih. Še bolj znani je oltar, poslikan v temperi za kapelo v cerkvi sv. Janeza in Pavla, kjer je izginil skupaj s Tizianovo Mučenec Peter in Tintorettovo Križanje v katastrofalnem požaru leta 1867.
Po letih 1479–1480 je moral večino časa in energije Giovanni prevzeti tudi svoje dolžnosti konzervatorja slik v veliki dvorani Doževe palače. Pomen tega naročila je mogoče izmeriti s plačilom, ki ga je prejel Giovanni: bil je najprej nagrajen z vračanjem posredniškega mesta v Fondaco dei Tedeschi, nato pa kot nadomestek dobil fiksno letno pokojnino v višini osemdeset dukatov. Poleg popravljanja in obnavljanja del svojih predhodnikov mu je bilo naročeno, da naslika številne nove teme, skupaj šest ali sedem, za nadaljnjo ponazoritev vloge Benetk v vojnah Friderika Barbarose in papeža. Ta dela, ki so bila izvedena z veliko prekinitvami in zamudami, so bila med svojim trajanjem predmet univerzalnega občudovanja, vendar ni sledu o njih od požara leta 1577; tudi drugi primeri njegovih zgodovinskih in procesijskih kompozicij niso zapisani, kar nam omogoča primerjavo njegovega načina pri takšnih temah s tistim njegovega brata Gentila.
Od drugega, verskega razreda njegovega dela, vključno z oltarji s številnimi figurami in preprostimi Madonami, se je ohranilo precejšnje število. Prikazujejo ga, kako postopoma odvrže zadnje omejitve manire quattrocento; postopoma pridobiva popolno obvladovanje novega oljnega medija, ki ga je Antonello da Messina predstavil v Benetkah okoli leta 1473 in z njegovo pomočjo obvlada vse ali skoraj vse skrivnosti popolne fuzije barv in atmosfersko stopnjevanje tonov. Stara intenzivnost patetičnega in pobožnega občutka postopoma izzveni in odstopi mestu plemenitemu, četudi bolj posvetnemu, spokojnosti in šarmu. Ustoličena Devica in otrok (na primer tisti na levi) postaneta mirna in poveljujoča v svoji sladkosti; osebnosti spremljevalcev svetnikov pridobijo na moči, prisotnosti in individualnosti; očarljive skupine pevskih in glasbenih angelov simbolizirajo in dopolnjujejo harmonijo prizora. Velik sijaj beneške barve vlaga tako v figure, njihov arhitekturni okvir, pokrajino in nebo.

### Visoka renesansa
Zdi se, da nekaj let, nedvomno v glavnem zasedenih z delom v dvorani Velikega sveta, ločuje oltar San Giobbe in cerkev sv. Zaharije v Benetkah. Formalno so si dela zelo podobna, zato primerjava med njimi ponazarja premik Bellinijevega dela v zadnjem desetletju 15. stoletja. Obe sliki sta tipa sveti pogovor (Sacra conversazione) (sveti pogovor med Marijo in svetniki). Oba prikazujeta Marijo, ki sedi na prestolu (mislil je, da aludira na Salomonov prestol), med klasičnimi stebri. Oba postavljata svete figure pod zlato mozaično polkupolo, ki spominja na bizantinsko arhitekturo v baziliki svetega Marka.
V poznejšem delu Bellini prikazuje Marijo, obkroženo z (z leve): sv. Peter drži ključe in Knjigo modrosti; deviški sv. Katarina in sveta Lucija, ki sta najbližji Mariji, vsaka ima v rokah mučeniško palmo in svoje orodje mučenja (Katarina kolovratovo kolo, Lucija jé z očmi); sveti Hieronim s knjigo, ki simbolizira njegovo delo na Vulgati.
Slogovno je osvetlitev Sv Zaharija postala tako mehka in razpršena, da se zdi, da je v San Giobbeu skoraj kontrastna. Giovannijeva uporaba oljnega medija je dozorela in zdi se, da so svete figure zavite v mirnem, redkem zraku. Sv. Zaharja velja za morda najlepšo in najbolj impozantno od vseh Giovannijevih oltarnih del in je iz leta 1505, leto po Giorgionejevi Pala del Giorgione.
Druge pozne oltarne slike s svetniki so v cerkvi San Francesco della Vigna v Benetkah, 1507; La Corona v Vicenzi, Kristusov krst v pokrajini, 1510; in tista v San Giovanni Crisostomo v Benetkah leta 1513.
Od Giovannijeve dejavnosti v intervalu med oltarji San Giobbe in San Zaharija je ostalo nekaj manjših del, čeprav je velika količina njegovega dela izginila v požaru  Doževe palače leta 1577. Zadnjih deset ali dvanajst let mojstrovega življenja je imel več naročil, kot bi jih lahko opravil. Že v letih 1501–1504 je imela markiza Isabella Gonzaga iz Mantove velike težave, ko je od njega dobila sliko Madone in svetnikov (zdaj izgubljena), za katero je vnaprej plačala delno.
Leta 1505 si je preko kardinala Bemba prizadevala pridobiti od njega drugo sliko, tokrat posvetnega ali mitološkega značaja. Kaj je bila tema tega dela ali je bil dejansko dostavljen, ne vemo.
Albrecht Dürer, ki je leta 1506 drugič obiskal Benetke, opisuje Giovannija Bellinija kot še vedno najboljšega slikarja v mestu ter polnega vljudnosti in velikodušnosti do tujih bratov čopiča.
Leta 1507 je umrl Bellinijev brat Gentile, Giovanni pa je dopolnil sliko Pridiganje svetega Marka, ki jo je pustil nedokončano; naloga, pri izpolnitvi katere je bila pogojena zapuščina starejšega brata mlajšemu iz očetove skicirke.
Leta 1513 je Giovannijev položaj edinega mojstra (od smrti njegovega brata in Alvise Vivarini), zadolžen za slike v dvorani Velikega sveta, ogrozil eden od njegovih nekdanjih učencev. Mladi Tizian je želel delež istega podjetja, in ga je treba plačati pod enakimi pogoji. Tizianova prošnja je bila odobrena, nato po enem letu preklicana in nato še po enem ali dveh letih ponovno odobrena; in ostareli mojster je nedvomno doživel nekaj neprijetnosti zaradi postopkov svojega učenca. Leta 1514 se je Giovanni odločil, da bo za vojvodo Alfonsa I. Ferrarskega naslikal Praznik bogov, vendar je leta 1516 umrl.
Pokopan je bil v baziliki svetega Janeza in Pavla, tradicionalnem pokopališču dožev.

## Ocena
Tako v umetniškem kot v posvetnem smislu je bila kariera Bellinija na splošno zelo uspešna. Njegova dolga kariera se je začela s slogom quattrocento, vendar je dozorela v progresivne renesančne sloge po Giorgioneju. Dočakal je, da je njegova lastna šola precej zasenčila šolo njegovih tekmecev, Vivarini iz Murana; z naraščajočo in zorečo močjo je poosebljal vso predano težo in veliko tudi posvetnega sijaja Benetk svojega časa; in videl je, kako njegov vpliv širi množica učencev, od katerih sta vsaj dva, Giorgione in Tizian, izenačila ali celo presegla svojega mojstra. Giorgioneja je preživel za pet let; kot smo videli, ga je Tizian izzval in zahteval enako mesto poleg svojega učitelja. Drugi učenci studia Bellini so bili Girolamo Galizzi da Santacroce, Vittore Belliniano, Rocco Marconi, Andrea Previtali in po morda Bernardino Licinio.
Bellini je bil bistven za razvoj italijanske renesanse, ker je vključil estetiko iz severne Evrope. Bellini je pod vplivom Antonella da Messine in sodobnih trendov, kot je oljna slika, predstavil oltarne plošče z eno ploščo v beneški družbi s svojim delom Marijino kronanje. Nekatere podrobnosti v tem delu, na primer prelomi pri modeliranju figur in senc, pomenijo, da si je Bellini še vedno prizadeval obvladati uporabo olja. Ta slika se prav tako razlikuje od prejšnjih prizorov Kronanja, saj se pojavlja kot "okno" v naravni prizor in izključuje značilne spremljevalne rajske gostitelje. Preprosta kulisa omogoča gledalcem, da se z lahkoto povežejo s samim prizorom, kar odraža Albertijeve humanistične in invencijske koncepte. Uporabil je tudi prikrito simboliko, ki je sestavni del severne renesanse. Bellini je lahko obvladal slog oljnega slikanja in površinsko teksturo Antonella ter s to veščino ustvaril rafiniran in izrazito beneški pristop k slikarstvu. To novo tehniko združuje z beneško in bizantinsko tradicijo ikonografije in barv, da ustvari duhovno temo, ki je ne najdemo v Antonellovih delih. Realizem oljnega slikarstva skupaj z verskimi tradicijami v Benetkah so bili edinstveni elementi Bellinijevega sloga, ki ga je ločil kot enega najbolj inovativnih slikarjev beneške renesanse. Kot je prikazano v delih, kot sta Ekstaza sv. Frančiška (ok. 1480) in oltar San Giobbe (ok. 1478), Bellini uporablja versko simboliko skozi naravne prvine, kot so vinska trta in skale. Toda njegov najpomembnejši prispevek k umetnosti je v eksperimentiranju z uporabo barv in vzdušja v oljni sliki.
V njegovo čast je imenovan koktajl Bellini narejen s prosecco in breskovim pirejem ali nektarjem.
Španski muzeji imajo redko, a kakovostno zbirko njegovih del. Muzej Prado ima v sodelovanju z delavnico Devico in otroka med dvema svetnikoma. Muzej Thyssen-Bornemisza hrani Nunc Dimittis, in Real Academia de Bellas Artes de San Fernando ima Odrešenika.